# Aida Šanaeva
Aida Vladimirovna Šanaeva (in russo Аида Владимировна Шанаева?; Vladikavkaz, 23 aprile 1986) è una schermitrice russa, vincitrice di una medaglia d'oro nella scherma ai Giochi olimpici.

## Palmarès

### Risultati élite
In carriera ha ottenuto i seguenti risultati:
Giochi olimpici
Individuale
A squadre
- Oro nel fioretto a Pechino 2008
- Argento nel fioretto a Londra 2012

Mondiali
Individuale
- Oro nel fioretto ad Adalia 2009
- Argento nel fioretto a Mosca 2015

A squadre
- Oro nel fioretto a Torino 2006
- Argento nel fioretto a San Pietroburgo 2007
- Argento nel fioretto ad Adalia 2009
- Oro nel fioretto a Catania 2011
- Argento nel fioretto a Mosca 2015
- Oro nel fioretto a Rio 2016

Europei
Individuale
- Argento nel fioretto a Toruń 2016

A squadre
- Oro nel fioretto a Smirne 2006
- Argento nel fioretto a Gand 2007
- Argento nel fioretto a Kiev 2008
- Argento nel fioretto a Plovdiv 2009
- Bronzo nel fioretto a Lipsia 2010
- Argento nel fioretto a Sheffield 2011
- Bronzo nel fioretto a Legnano 2012
- Oro nel fioretto a Toruń 2016